# Cova Figueira
Cova Figueira (crioll capverdià Kóba Figera) és una vila al nord de l'illa de Fogo a l'arxipèlag de Cap Verd. Està situada 22 kilòmetres a l'est de São Filipe. Des de 2005 és la seu del municipi de Santa Catarina do Fogo.
Antigament era una vila, però va ascendir al rang de ciutat en 2010, la més recent de Cap Verd.

## Esport
- Desportivo de Cova Figueira - és l'equip de futbol local que juga a la Segona Divisió de Fogo